# 欽慈皇后
欽慈皇后（きんじこうごう）は、金の皇族訛里朶の妃（正妻）。

## 生涯
漢名は寿昌。蒲察氏の出で、母は太祖の妹であった。天会13年（1135年）に訛里朶が死去すると潞王に追封されたが、寿昌も潞遷妃とされた。その後、皇統6年（1146年）に冀国王妃、許王妃と進封され、大定元年11月16日（1161年12月4日）に訛里朶の長男の世宗（生母は側妻の李氏）より「欽慈皇后」の諡号を贈られた。翌大定2年10月25日（1162年12月3日）に訛里朶と並んで景陵に葬られた。